# Махмуд Арслан-хан
Махмуд Арслан-хан (д/с — 1213) — останній каган Східно-Караханідського ханства в Узгені 1209—1213 роках. Відомий також як Махмуд III.

## Життєпис
Походив з гасанідської гілки династії Караханідів. Син Ахмада Кадир-хана. 1210 року після смерті батька посів трон.
Намагався маневрувати між Хорезмом і Каракитайським ханством. 1211 року визнав зверхність Кучлук-хана, побоючись амбіцій хорезмшаха Мухаммеда II. 1213 року повалений Кучлуком, який остаточно ліквідував Східнокараханідське ханство.